# 古田台
古田台（ふるただい）は、広島県広島市西区の町名・住宅地名。一丁目から二丁目まである。郵便番号733-0877（広島西郵便局管区）。当地域の人口は684人。

## 地理
古田台は広島市中心部から西へ約6km、同市西区のほぼ中央に位置する住宅団地。丘の南麓を切り開き造成されており、戸建て住宅などが立ち並ぶ。東で古江上、西で田方と接する。

## 歴史
かつて存在した古田村にちなむ。
三井不動産中国支店により分譲された団地で、1993年に古江上田方土地区画整理事業」の工事が着工され、1999年に竣工、分譲が開始された。

## 交通

### バス
団地内にバス路線は通っていない。広島県道71号広島湯来線を広電バスが通っている。

### 道路
団地出入口のうち自動車の通行が可能であるのは1箇所のみであり、団地南西部にある。その出入り口は県道71号との交差点となっており、出入り口付近には草津沼田道路の古田台出入口がある。

## 施設
- 広島市立古田台小学校
- ノートルダム広島（結婚式場）
- マリエール広島（結婚式場）およびキエザ・デル・コリーナ（教会）
- Zona ITALIA イタリア料理店
- 教伝寺（寺院）